# Carlo Maria Maggi
Carlo Maria Maggi, né le 29 décembre 1934 à Villanova del Ghebbo et mort le 26 décembre 2018 à Venise, était un activiste italien, membre du groupe néo-fasciste du Movimento Politico Ordine Nuovo dont il était une référence pour le Triveneto. En 2015, il fut condamné en appel pour avoir été l'instigateur de l'attentat de la place de la Loggia à Brescia (1974). la phrase a été réaffirmée en cassation le 20 juin 2017.

## Biographie
Diplômé en médecine, il a exercé ce métier pendant trente ans, à partir du milieu des années 1960, à l'hôpital gériatrique Giustinian de Venise et en tant que médecin généraliste sur l'île de Giudecca. Il est resté impliqué dans diverses enquêtes sur la subversion à droite, accusé d'être à l'origine de graves événements terroristes.

### Activisme politique et condamnations
Responsable de la cellule vénitienne du Centro Studi Ordine Nuovo, il revint au Mouvement social italien avec Pino Rauti et la majorité du Centro Studi en novembre 1969. À la suite d'une procédure judiciaire, il fut expulsé de ce parti.
Plusieurs fois frappé d’un mandat d’arrêt, il fut condamné à 12 ans de prison pour le crime d’association du procès pour l'Attentat de Peteano (31 mai 1972), exécuté par Vincenzo Vinciguerra et Carlo Cicuttini. En 1988, il fut condamné à 9 ans pour reconstitution du parti fasciste.
Il a été acquitté d'une dernière peine, après une condamnation à une peine d'emprisonnement à perpétuité, pour l'Attentat de la Piazza Fontana à Milan (12 décembre 1969) et pour celui commis au siège de la police à Milan (17 mai 1973) ; il a été accusé d'être l'instigateur.
Il avait été initialement acquitté, en l'absence de preuves, en première instance (16 novembre 2010) et en appel (14 avril 2012) lors du procès pour le massacre de la Piazza della Loggia à Brescia (28 mai 1974), mais la sentence fut annulée par la Cour de cassation. en 2014. Lors de la procédure d'appel qui a suivi, il a été condamné à une peine de réclusion à perpétuité le 22 juillet 2015, en même temps que l'un des exécutants principaux, Maurizio Tramonte. L’accusation avait pour objectif de ne pas emprisonner les accusés dans l’attente de son pourvoi en cassation. La condamnation à la réclusion à perpétuité du 22 juillet 2015 a été définitivement confirmée en cassation du 20 juin 2017. Maggi, âgé de quatre-vingt-deux ans et toujours dans un état de santé précaire en raison d'une neuropathie congénitale, qui l'a contraint à vivre dans un fauteuil roulant, il a été arrêté et est resté en détention à domicile.

## Source de traduction
- (it) Cet article est partiellement ou en totalité issu de l’article de Wikipédia en italien intitulé « Carlo Maria Maggi (terrorista) » (voir la liste des auteurs).